# Delphinium apolanum
Delphinium apolanum là một loài thực vật có hoa trong họ Mao lương. Loài này được Starm. mô tả khoa học đầu tiên năm 2001.